# Kajetan d’Obyrn
Kajetan Ludwik d'Obyrn (ur. 1965) – polski geolog, doktor habilitowany, profesor Akademii Górniczo-Hutniczej, polityk, menedżer. Absolwent Wydziału Geologicznego Akademii Górniczo-Hutniczej. W swojej działalności naukowej zajmuje się gospodarką odpadami oraz problematyką geologiczno-górniczą. 

## Życiorys

### Działalność naukowa
W 1996 obronił rozprawę doktorską pt. Izotopy trwałe tlenu-18 i wodoru-2 w wodach infiltracji holoceńskiej w Polsce, natomiast habilitację uzyskał w 2014 r. na podstawie rozprawy pt. Analiza wpływu otworowej eksploatacji pokładowego złoża soli Barycz na środowisko naturalne. 
Od 1996 pracował na Wydziale Inżynierii Środowiska Politechniki Krakowskiej, a od 2014 wykłada w Katedrze Hydrogeologii i Geologii Inżynierskiej Akademii Górniczo-Hutniczej. Współpracował także z Instytutem Górnictwa Naftowego i Gazownictwa w Krakowie. 
Publikował m.in. w „Przeglądzie Górniczym”, „"Przeglądzie Geologicznym” czy „Geological Quarterly”.

### Działalność polityczna
Od 1998 do 2009 radny miasta Krakowa, pierwotnie w klubie Unii Wolności i Unii Polityki Realnej, a następnie, do 2009, Platformy Obywatelskiej. 
W latach 2001–2006 był przewodniczącym Komisji Planowania Przestrzennego i Ochrony Środowiska, a w latach 2006–2009 przewodniczącym Komisji Budżetowej Rady Miasta Krakowa. 

### Działalność menedżerska
W latach 2009–2016 prezes Kopalni Soli „Wieliczka”. 

## Wybrane publikacje
Analiza wpływu otworowej eksploatacji pokładowego złoża soli Barycz na środowisko naturalne, Kraków 2013
Miasto w soli: kopalnia soli w Wieliczce = The city in salt: the Wieliczka salt mine, Kraków 2011 (wspólnie z Andrzejem Nowakowskim)
Odpady komunalne: zbiórka, recykling, unieszkodliwianie odpadów komunalnych i komunalnopodobnych: podręcznik dla studentów wyższych szkół technicznych, Kraków 2005 (wspólnie z Ewą Szalińską)

## Wybrane odznaczenia
- Brązowy Krzyż Zasługi (2011)[5],
- Srebrny Medal za Długoletnią Służbę (2012),
- Odznaka honorowa „Zasłużony dla Górnictwa RP” (2010),
- Odznaka honorowa „Zasłużony dla Kultury Polskiej”" (2013)[2].